# Avennes
Avennes is een dorp in de Belgische provincie Luik en een deelgemeente van de gemeente Braives. Het was een zelfstandige gemeente tot het bij de fusie van 1977 toegevoegd werd aan de gemeente Braives.
Avennes ligt in het westen van de gemeente Braives. De oude Romeinse heerweg van Tongeren naar Bavay, de huidige N69, vormt de noordgrens van de deelgemeente. De Mehaigne stroomt door het dorp. Avennes is een landbouwdorp in Droog-Haspengouw met vooral akkerbouw.

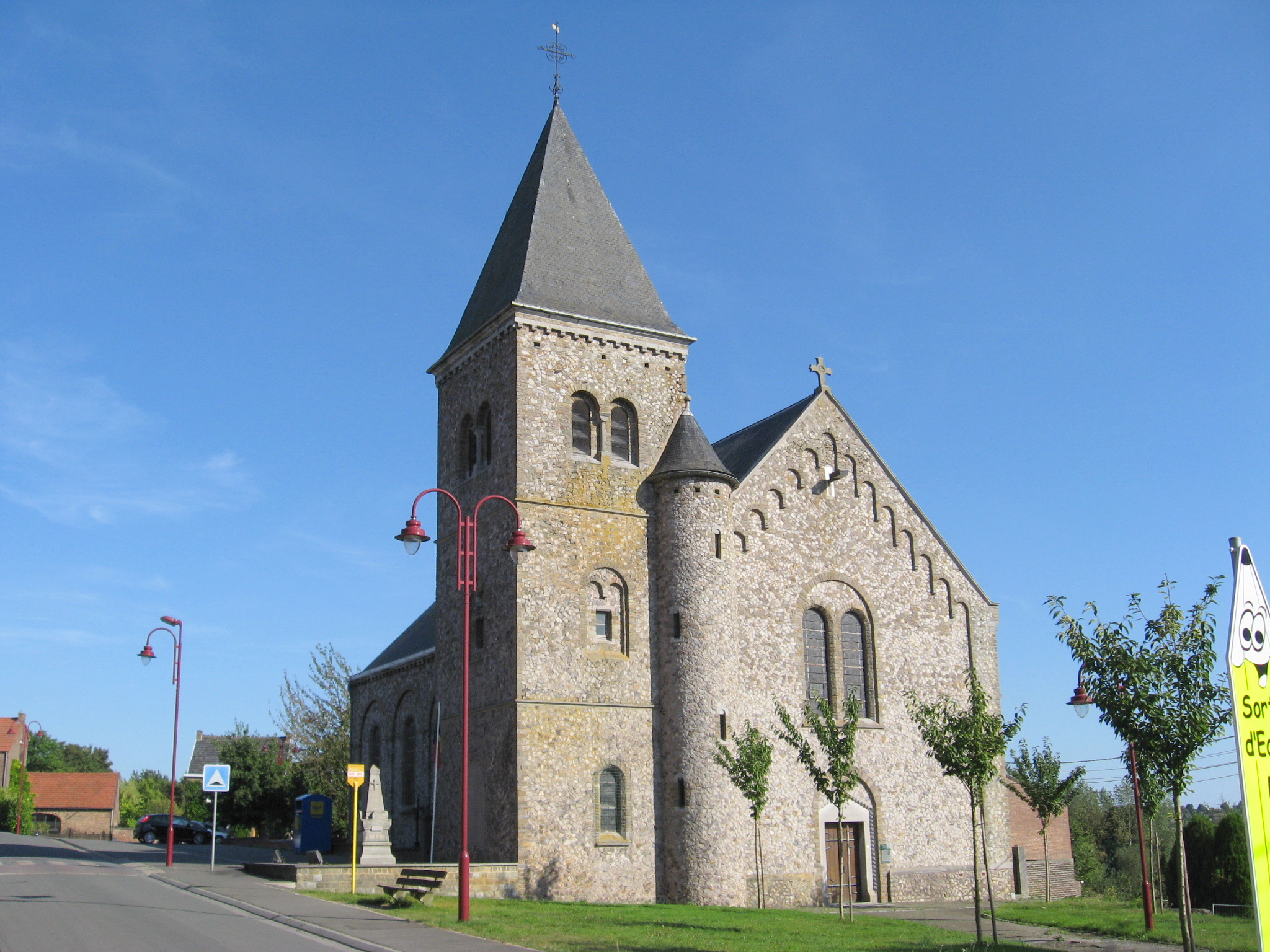
Église Saint-Martin

## Geschiedenis
Avennes vormde een eigen heerlijkheid in het graafschap Moha en was in handen van de familie de Juppleu. Toen in 1229 het graafschap opging in het prinsbisdom Luik gaf de prins-bisschop de heerlijkheid in leen aan verscheidene opeenvolgende families waaronder de familie d'Argenteau die de heerlijkheid behield tot aan de Franse Revolutie. Het recht om de pastoor aan te duiden voor de parochie, toegewijd aan Sint-Martinus was in handen van het kapittel van Sint-Paulus van Luik.
Bij de vorming van de gemeenten in 1795 werd Avennes een zelfstandige gemeente en kreeg het een vredegerecht toegewezen. In 1920 verhuisde dit naar Hannuit.
Vanaf de 19de eeuw was er wat industrie onder de vorm van een brouwerij en een suikerfabriek maar de bevolking leefde vooral van de landbouw.

## Bezienswaardigheden
- De Tumulus van Avennes, een tumulus langs de oude Romeinse heerweg. De tumulus en haar omgeving werden in 1978 beschermd als monument en als landschap.
- De neoromaanse Sint-Martinuskerk (Église Saint-Martin) uit 1905 waarin het koor van de vroegere romaanse kerk uit de 12de eeuw werd geïntegreerd. In 1933 werd het koor beschermd als monument.
- Bij de kerk ligt de grote vierkantshoeve die de vroegere zetel van de heerlijkheid was. De gebouwen dateren uit de 18de eeuw.
- De Moulin d'Avennes is een watermolen van het onderslagtype op de Mehaigne. De molen werd reeds voor 1500 vermeld. Tot omstreeks 1940 was ze in werking. In het begin van de 21ste eeuw werd de molen gerestaureerd en werd er een nieuw waterrad geplaatst.

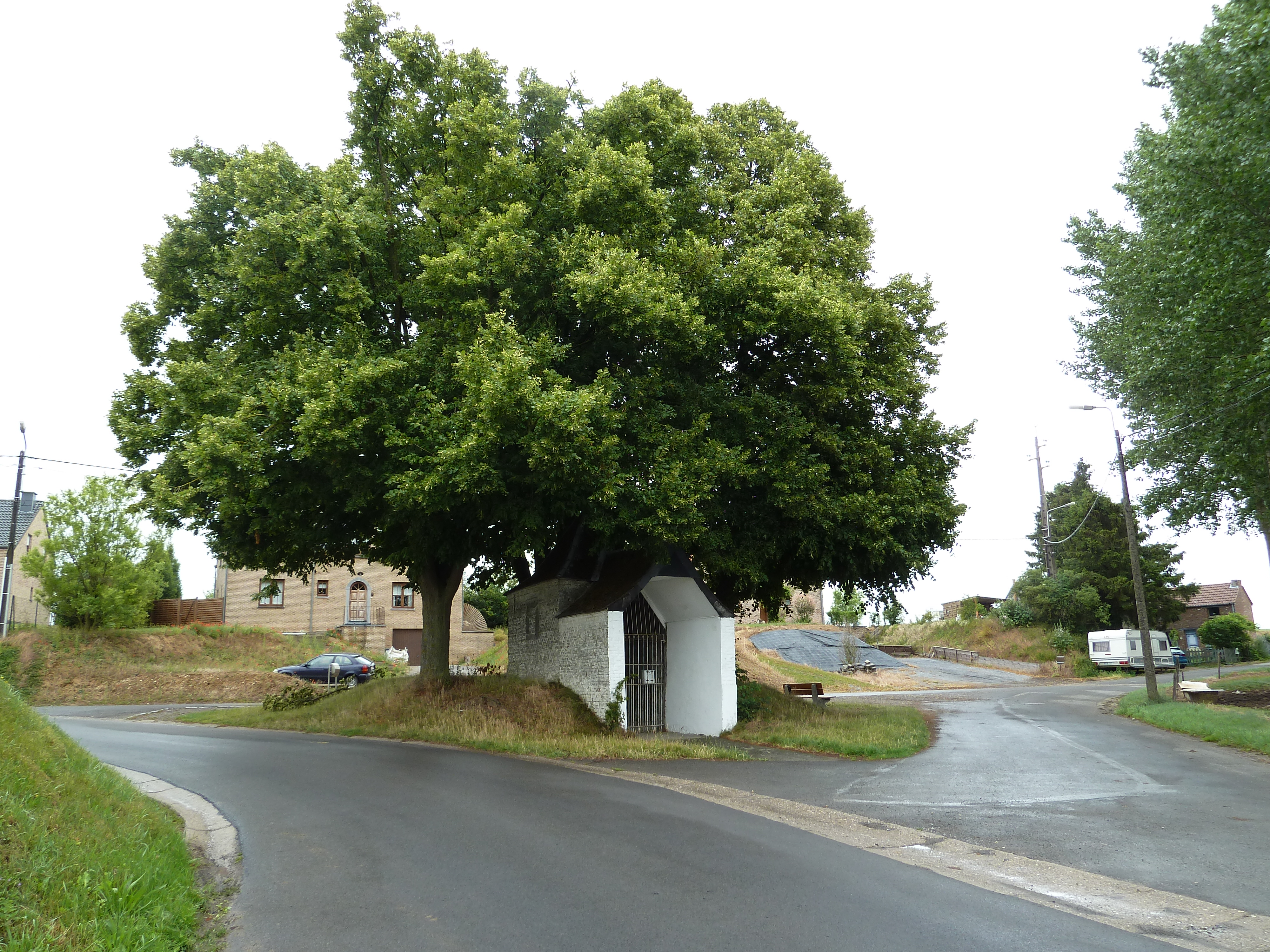
Kapel op kruispunt in Avennes
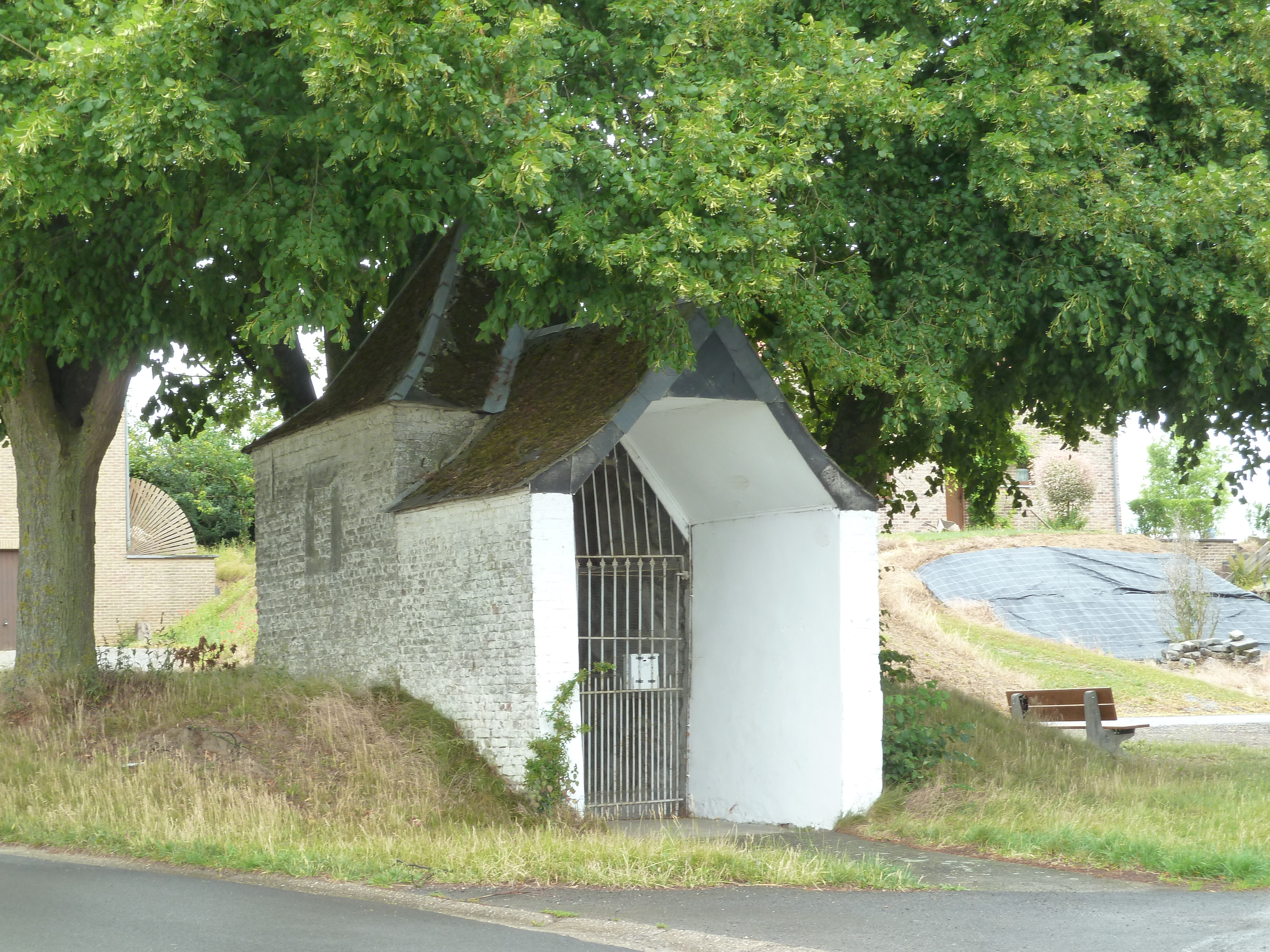
De kapel

## Natuur en landschap
Avennes ligt aan de Mehaigne. De hoogte aan de kerk bedraagt 135 meter.

## Demografische ontwikkeling
- Bron: NIS; Opm:1806 t/m 1970=volkstellingen; 1976=inwoneraantal op 31 december

## Nabijgelegen kernen
Moxhe, Villers-le-Peuplier, Lens-Saint-Remy, Braives, Ville-en-Hesbaye, Ciplet
Deelgemeenten: Avennes · Braives · Ciplet · Fallais · Fumal · Hosdent-sur-Mehaigne · Latinne · Tourinne · Ville-en-Hesbaye

Belgische gemeenten · Arrondissement Borgworm · Henegouwen · Wallonië